# Nieciecza
Nieciecza [ɲeˈt͡ɕet͡ʂa] es un pueblo en el distrito de Gmina Żabno, dentro del condado de Tarnów, en el Voivodato de Pequeña Polonia, al sur de Polonia. Se encuentra aproximadamente 4 kilómetros (2 mi) al noroeste de Żabno, 17 km (11 mi) al noroeste de Tarnów, y 66 km (41 mi) al este de la capital del voivodato, Cracovia.

## Deporte
Nieciecza es casa del equipo que compite en la Ekstraklasa, Termalica Bruk-Bet Nieciecza. Siendo así Nieciecza, la ciudad más pequeña de Europa en albergar un equipo de Primera División.